# It's in the Water
It's in the Water (tj. Je to vodou) je americký hraný film z roku 1997, který režírovala Kelli Herd podle vlastního scénáře.

## Děj
Příběh se odehrává v texaském maloměstě Azalea Springs. Alex má za manžela Roberta a angažuje se spolu se svou matkou v ženském dobročinném spolku, který se rozhodne podpořit nově založený hospic pro nemocné AIDS. Zde potkává svou dávnou kamarádku ze školy Grace, která odešla od manžela a nyní pracuje jako zdravotní sestra. Do hospicu dochází za svým nemocným partnerem rovněž Spencer. Když se koná výroční ples města, vypráví Spencer v podroušeném stavu, že jeho homosexualita je způsobena místní vodou z městského vodovodu. Tato fáma se rychle rozšíří a v následujících týdnech vypukne ve městě panika, kterou přiživují lokální média. Syn místního vydavatele novin Mark, který vnitřně bojuje se svou homosexualitou a navštěvuje podpůrnou církevní skupinu exgayů vedenou bratrem Danielem, se pokouší panice zabránit, ale jeho otec usiluje o zvýšení nákladu. Grace se svěří Alex, že odešla od svého muže, protože je lesba. Mezitím se Mark seznámí na setkání s malířem Tomasem, který tam přišel omylem, neboť se domníval, že se jedná o spolek anonymních alkoholiků. Bratr Daniel organizuje protestní akce proti hospicu, ovšem je sám odhalen jako gay. Alex pozvolna zjišťuje, že ji přitahuje Grace. Jejich vztah je prozrazen a Robert odchází od Alex. Rovněž její matka jí vyčítá, že jí tím zhoršila společenské postavení ve městě. Usmíření přichází až na pohřbu Spencerova přítele. Noviny otisknou výsledky vědecké zprávy, že místní voda je zcela nezávadná.

## Obsazení
| Keri Jo Chapman  | Alex Stratton                |
| Matthew Tompkins | Robert Stratton, její manžel |
| Barbara Lasater  | Lily Talbott, její matka     |
| Richard Dillard  | Jack Talbott, její otec      |
| Teresa Garrett   | Grace Miller                 |
| Derrick Sanders  | Mark Anderson                |
| Timothy Vahle    | Tomas                        |
| Nancy Chartier   | Sloan                        |
| John Hallum      | Spencer                      |
| Liz Mikel        | Viola Johnson                |
| John Addington   | otec Daniel                  |

## Ocenění
- Philadelphia International Gay & Lesbian Film Festival: cena publika